# Теория на струните
Теория на струните (наричана и струнна теория) е теория от теоретичната физика. За разлика от стандартния модел, изграден във физиката на елементарните частици, тя се стреми да обясни всички налични в природата сили и елементарни частици с други градивни елементи — едномерни обекти (струни). По тази причина теорията на струните е в състояние да разрешава проблемите, възникващи от това, че квантовата механика разглежда елементарните частици като точкови частици на английски: point particle без измерение. Очаква се струнната теория да разработи една разумна теория на квантовата гравитация. Нещо повече, предполага се, че струнната теория ще може да унифицира известните ни в природата сили: гравитационна, електромагнитна, силно ядрено взаимодействие и слабо ядрено взаимодействие, като ги опише с един набор от уравнения.
Теория на струните разглежда не само едномерни струни, но и многомерни обекти (D-брани). Тя предполага съществуването на десет или единайсет измерения на пространство-времето, в противовес на класическите четири измерения (пространствени — x, y и z, и време t).
Основната идея на всички струнни теории е, че основните градивни частици на действителността представляват струни със свръхмикроскопични размери (вероятно с дължината на Планк — около 10-35 м), които трептят със специфични резонансни честоти. Така всяка частица трябва да се възприема като микроскопичен едномерен трептящ обект, вместо като точка без измерение. Този обект може да трепти в различни режими (както струните на китарата могат да възпроизвеждат различни тонове), като всеки режим на трептене е различна елементарна частица (електрон, фотон и др.). Струните могат да се делят и да се сливат, което е еквивалент на това частици да поглъщат или излъчват други частици, подобно на ядрените реакции между елементарни частици.
Теорията на струните разглежда както отворени струни, които имат две определени крайни точки, така и затворени струни, чиито краища се съединяват. Тези два типа се държат по различен начин, генерирайки два различни спектъра. Така например в повечето струнни теории един от режимите на затворена струна е гравитонът, а един от режимите на отворена струна е фотонът. Тъй като двата края на отворена струна винаги могат да се съединят, то няма теория на струните без затворени струни. Най-ранната фаза в развитието на теорията на струните включва само бозони и при достатъчно ниски енергии описва теория на квантовата гравитация. Бозонната теория обаче има някои ограничения. Както самото име предполага, спектърът от частици на тази теория обхваща само бозони — частици като фотона, които грубо казано са съставляващи на радиацията (излъчването), но не и на материята, която е съставена от фермиони. Теории на струните, които включват и фермиони са познати като теории на суперструните. Съществуват няколко разновидности на тези теории (виж Теория на суперструните), но всички те представляват гранични случаи на една по-нова теория М-теорията.